# سونيك رايفالز
سونيك رايفالز (بالإنجليزية: Sonic Rivals)‏، هي لعبة فيديو كندية، صدرت في الأسواق سنة 2006، وتعمل حصراً لمنصة بلاي ستيشن بورتبل، وهي من تطوير ستوديو باكبون إنترتيمنت وسيغا يو إس أيه الأمريكيتيان.

## روابط خارجية
- سونيك رايفالز على موقع IMDb (الإنجليزية)